# Jorge Carlos Fonseca
Jorge Carlos de Almeida Fonseca (ur. 20 października 1950 w Mindelo) – kabowerdeński polityk i prawnik, minister spraw zagranicznych w latach 1991–1993. Kandydat w wyborach prezydenckich w 2001 i w 2011. Prezydent Republiki Zielonego Przylądka w latach 2011-2021.

## Życiorys
Jorge Carlos Fonseca urodził się w mieście Mindelo na wyspie São Vicente. Ukończył prawo na Uniwersytecie Lizbońskim. Po studiach rozpoczął pracę jako adwokat i prawnik. Angażował się w działalność podziemnych ruchów na rzecz niepodległości Zielonego Przylądka od Portugalii.
Po uzyskaniu przez kraj niepodległości w 1975 pełnił funkcję sekretarza generalnego w Ministerstwie Spraw Zagranicznych (1977–1979). Był również asystentem na Wydziale Prawa Uniwersytetu Lizbońskiego. W latach 1982–1986 pracował jako prawnik w Lizbonie. W 1986 prowadził badania w Instytucie Maxa Plancka ds. zagranicznego i międzynarodowego prawa karnego we Fryburgu Bryzgowijskim. W latach 1988−1989 był dyrektorem rezydentem i profesorem na Wydziale Prawa w Makau. Na początku lat 80. był jednym z założycieli Koła Republiki Zielonego Przylądka na rzecz Demokracji (Círculos Cabo-verdianos para a Democracia, CCPD) oraz Ligi Republiki Zielonego Przylądka na rzecz Praw Człowieka (Liga Cabo-verdiana dos Direitos do Homem, LCDH). Jest autorem książek i kilkudziesięciu publikacji.
W latach 1991–1993 zajmował stanowisko ministra spraw zagranicznych w rządzie premiera Carlosa Veigi. W tym czasie Republika Zielonego Przylądka pełniła mandat w Radzie Bezpieczeństwa ONZ. W 1994 był jednym z założycieli Demokratycznej Partii Konwergencji (Partido da Convergência Democrática, PCD), powstałej na skutek rozłamu w Ruchu dla Demokracji (Movimento para a Democracia, MpD). Pozostał jej wiceprzewodniczącym do 1998.
W lutym 2001 wziął udział w wyborach prezydenckich jako kandydat niezależny. Zdobył 3,88% głosów poparcie, nie przechodząc do drugiej tury głosowania. W kolejnych latach kontynuował praktykę adwokacką. Uczestniczył w procesie opracowywana krajowego kodeksu karnego i kodeksu postępowania karnego. Brał również udział w opracowywaniu konstytucji Republiki Zielonego Przylądka oraz konstytucji Timoru Wschodniego.
W marcu 2011 został mianowany kandydatem Ruchu dla Demokracji, największej partii opozycyjnej, na urząd prezydenta w wyborach prezydenckich w 2011. Jego głównym rywalem był Manuel Inocêncio Sousa z rządzącej PAICV oraz kandydat niezależny, Aristides Lima. W pierwszej turze wyborów 7 sierpnia 2011 zajął pierwsze miejsce, z wynikiem 37,76% głosów, pokonując Sousę (32,47%) oraz Limę (27,80%). W drugiej turze wyborów 21 sierpnia 2011 odniósł zwycięstwo nad Sousą, zdobywając 54,16% głosów poparcia.
Urząd objął 9 września 2011. W uroczystości zaprzysiężenia w parlamencie uczestniczyli m.in. prezydenci Wyspy Świętego Tomasza i Książęcej (Manuel Pinto da Costa) i Mauretanii (Muhammad uld Abd al-Aziz).

## Odznaczenia
- Ordem do Vulcão I klasy[9]
- Order Amílcara Cabrala II klasy[9]
- Wielki Oficer Orderu Rio Branco (Brazylia, 1979)[9]
- Wielki Łańcuch Orderu Infanta Henryka (Portugalia, 2012)[9][10]
- Krzyż Wielki Orderu Narodowego Lwa (Senegal, 2014)[9]
- Order Domowy Nassauski Lwa Złotego (Luksemburg / Holandia, 2015)[9]
- Order Republiki Serbii II klasy (Serbia, 2016)[9]
- Wielki Łańcuch Orderu Wolności (Portugalia, 2017)[10]
- Krzyż Wielki Orderu Camõesa (Portugalia, 2021)[10]